# Bolitoglossa nicefori
Bolitoglossa nicefori är en groddjursart som beskrevs av Arden H. Brame, Jr. och David Burton Wake 1963. Bolitoglossa nicefori ingår i släktet Bolitoglossa och familjen lunglösa salamandrar. IUCN kategoriserar arten globalt som livskraftig. Inga underarter finns listade.